# 仲村颯悟
仲村 颯悟（なかむら りゅうご、1996年1月10日 - ）は、日本の映画監督。沖縄県沖縄市出身。
沖縄県立球陽高等学校、慶應義塾大学環境情報学部卒業。

## 来歴
小学生の頃から映像制作を行う。これまで制作した作品は30本以上に及ぶ。また、その頃から地域の公民館を借りて、友人と上映会を開催していた。
2009年に沖縄観光ドラマコンペティションに応募した「やぎの散歩」の脚本が選ばれ、自らメガホンを取った。その後、2010年に「やぎの散歩」がショートショートフィルムフェスティバルにおいて、ノミネートされ話題となった。
2009年に宮古島で自身の上映会が開催された際、地元の子どもたちと「島の時間」を制作。完成後に宮古島で開かれた上映会では、1日の上映で1600人を動員した。
2010年に日本史上最年少で仙頭武則をプロデューサーに迎え長編映画「やぎの冒険」を全国公開。主題歌をCoccoが手がける。
2016年に5年ぶりの長編映画「人魚に会える日。」を大学生の友人らと共に全編自主制作、劇場公開。友情出演にCocco、主題歌をMONGOL800のキヨサクが手掛けた。また、東京公開初日には女優の樹木希林が登壇し話題を集めた。

## 人物
- 同じ沖縄県出身アーティストであるCoccoと親交が深く、2010年に是枝裕和らと共に制作費0円の自主制作映像企画「Inspired movies」に参加した[8]。
- 自主制作映画時には自身が出演することもあったため、演技にも興味があるといい、多くの映画にエキストラ出演している。
- ホラー映画が大好きであり、「やぎの冒険」製作時もヤギのホラー映画を作ろうと提案したが、プロデューサーに却下された。
- 女優の満島ひかりは中学校の先輩にあたり、大学卒業記念イベントに登壇した。[9]

## 主な監督作品

### 映画
- 「耳切坊主」（2009年）
- 「やぎの散歩」（2009年）
- 「島の時間」（2009年）
- 「やぎの冒険」（2010年）
- 「ジョンの初恋」（2011年）
- 「人魚に会える日。」（2016年）[10]
- 「ゆしぐとぅ」（2016年）[11]
- 「The island's will」（2018年）

### ミュージックビデオ
- 三村エレジー／Cocco（2012年）
- honey trap／repsy（2019年）
- エール ／ いーどぅし（2019年）
- うむい／Rude-α　（2022年）
- ヤーマンの歌／轟-TODOROKI- （2023年）
- Borderless／Rude-α  （2023年）
- 歓びのブルース／島袋優（BEGIN）　（2024年）

## 主な出演作品
- 「KOTOKO」（2012年、塚本晋也監督） - 琴子の姉の子ども役
- 「ハイザイ〜神様の言うとおり〜」（2012年、福永周平・泉尾昌宏監督） - 組長役
- 「10ROOMS」（2022年、岸本司監督）-犯人役

## その他
- 「てぃだかんかん〜海とサンゴと小さな奇跡〜」（2010年、李 闘士男監督）-美術助手
- 「10ROOMS」（2022年、岸本司監督）-演出応援
- HY SKYFes 2023ドキュメンタリー 『僕らと音の旅』（2023年) -演出指導
- HY SKYFes 2024ドキュメンタリー 『空でつながる私たち』（2024年) -演出指導

## 過去の受賞歴
- 「ショートショートフィルムフェスティバル2010」において「やぎの散歩」が「旅!シヨーットプロジェクト部門」にノミネート（2010年）
- 「田辺弁慶映画祭」において「やぎの冒険」が正式招待（2010年）
- 「第10回天草映画祭」において「やぎの冒険」が「風の賞」受賞（2011年）
- 「第14回上海国際映画祭」において「やぎの冒険」がパノラマ部門に正式招待（2011年）
- 「第3回カナダトロント新世代映画祭」において「やぎの冒険」が公式コンペティション部門に正式招待（2011年）
- 「第13回ソウル国際青少年映画祭」において「やぎの冒険」がチルドレン・オブ・ヘブン部門に正式招待（2011年）
- 「なら国際映画祭2011」において「やぎの冒険」が正式招待（2011年）
- 「鶴岡食文化映画祭」において「やぎの冒険が正式招待（2011年）
- 「岡山映画祭2012」において「やぎの冒険」が正式招待（2012年）

## 執筆活動

### コラム連載
- 沖縄タイムス「やぎから人魚へ〜仲村颯悟監督日記〜」（2015年）
- 琉球新報「南風」（2015年）[12]
- 共同通信社「わたしと今とツナガル世界」（2016年）

### 寄稿
- タバブックス「仕事文脈 vol.8」
- ブルシープ「はじめて投票するあなたへ、どうしても伝えておきたいことがあります。」（監修：津田大介）

### 書籍
- 沖縄教販「やぎの冒険 リュウヤのしごと」
- 汐文社「映画カントクは中学生!」（著者：艸場よしみ）
- ゴマブックス「映画 人魚に会える日。メモリアルー学生映画監督と大学生スタッフの挑戦ー」
- 自費出版エッセイ「ひとりごと」（2019年）